# Таловобалківська волость
Таловобалківська волость — історична адміністративно-територіальна одиниця Олександрійського повіту Херсонської губернії.
Станом на 1886 рік складалася з 4 поселень, 4 сільських громад. Населення — 2224 особи (1074 чоловічої статі та 1150 — жіночої), 364 дворових господарств.
|                     | Площа, десятин | У тому числі орної, дес. |
| ------------------- | -------------- | ------------------------ |
| Сільських громад    | 1584           | 1199                     |
| Приватної власності | 6007           | 2946                     |
| Казенної власності  | 551            | 250                      |
| Іншої власності     | 56             | 20                       |
| Загалом             | 8198           | 4415                     |

Найбільше поселення волості:
- Талова Балка (Чумпалова) — село при ставках за 70 верст від повітового міста, 1577 осіб, 255 дворів, православна церква, 4 лавки.